# BS3
BS3 (oz. Bežigrajska soseska 3, tudi Nove Stožice) je bivalno naselje, ki se nahaja v Ljubljani za Bežigradom in spada v okvir Četrtne skupnosti Bežigrad.

## Lega
Naselje oklepajo na severu ljubljanska obvoznica, na jugu Baragova ulica, na vzhodu Vojkova cesta, na koncu katere je v križišču z Reboljevo obračališče mestnih avtobusnih linij številka 20 in 20Z, ki sosesko povezujeta s centrom mesta, in na zahodu Štembalova ulica. 
Ulice, ki se nahajajo v BS3, so: 
- Puhova,
- Trebinjska,
- Maroltova,
- Reboljeva in
- Vojkova cesta

Del naselja sestavljajo nizki štirinadstropni bloki, grajeni v letih 1976–1978 po načrtih arhitekta Ilije Arnautovića, in dva kompleksa visokih dvajsetnadstropnih stanovanjskih stolpnic, zgrajenih leta 1981. 

## Infrastruktura
V naselju je banka in lekarna. Naselje ima Lidl ter tri Mercatorjeve trgovine z živili, v sklopu vsake trgovine je na voljo bankomat NLB. V naselju so tudi knjižnica Dr. France Škerl (enota knjižnice Bežigrad), godbeni dom Pihalnega orkestra Bežigrad, več manjših barov in okrepčevalnic, nekaj frizerskih salonov, balinarsko društvo, tri enote vrtca Ciciban (Mehurčki, Lenka in Žabice) ter osnovna šola Milana Šuštaršiča.

## Bližnja okolica
V bližini ob Dunajski cesti stoji ena najvišjih ljubljanskih poslovnih stolpnic WTC, poslovna stavba podjetja Smelt, hotel, bencinska črpalka, stavba AMZS, ...
V bližini se nahajata dva športna objekta, in sicer preko severne obvoznice stoji hipodrom Stožice, preko Vojkove ceste pa Športni park Stožice.